# Новая волна британского хеви-метала
Новая волна британского хеви-метала (англ. New Wave of British Heavy Metal, сокращённо NWOBHM, произносится как «nuh-wobbum») — музыкальное движение, явление в мировой рок-культуре конца 1970-х — начала 1980-х годов. Это словосочетание прежде всего обозначает именно явление на музыкальной сцене, возникшее в определённое время и в определённом месте и в меньшей мере какой-то особо специфичный стиль музыки. Название явлению было дано корреспондентом журнала Sounds Джеффом Бартоном в 1979 году. Термин был придуман для того, чтобы отличать «старый» хеви-метал от возникшего позднее. В целом, термином обозначается самодеятельное появление повсеместно в Британии целого ряда молодых рок-групп, исполнявших «тяжёлую» музыку.

## История
В середине 1970-х годов популярность «тяжёлого» рока во всём мире — а в то время «тяжёлой» музыкой считался, по современным оценкам, хард-рок — значительно снизилась. Группы, блиставшие в конце 1960-х — начале 1970-х годов, законодатели мод в мировом тяжёлом роке, в основном вступили в период стагнации. Deep Purple раздирали внутренние конфликты и смены состава, в Black Sabbath также намечался конфликт среди участников, Uriah Heep переживали спад из-за ухода вокалиста Дэвида Байрона и истощения сил у главного композитора — Кена Хенсли. Led Zeppelin не могли заполнить сложившийся определённый вакуум, а в 1977 году прекратили на время активную деятельность.

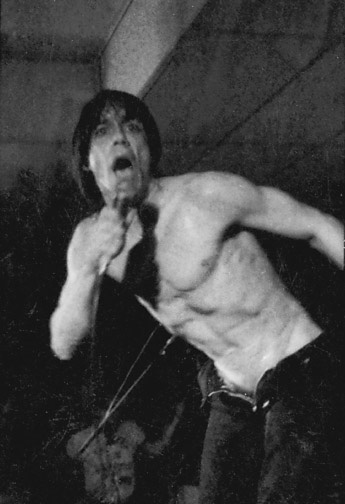
Пример панк-рок исполнителя (Игги Поп)

Вакуум заполнил панк-рок, являвшийся во многом противоположностью существовавшего тогда тяжёлого рока. Высокопрофессиональной музыке, основанной на блюзовой импровизации, были противопоставлены примитивность, намеренно грязный звук и эпатажное поведение. «Выучи два аккорда и действуй обществу на нервы», — такая аксиома панк-рока была озвучена Сидом Вишесом. Если в США панк-рок так и оставался явлением андерграунда — музыкальный рынок США в сравнении с Великобританией был гораздо разнообразней, в том числе, развивались и находили своих поклонников и сравнительно тяжёлые группы и исполнители, такие как Kiss, Элис Купер, Rainbow — то в Великобритании панк-рок, да и вообще движение панков, рассматривались как явная угроза истеблишменту. Однако панк-рок сыграл большую роль в явлении, оказав влияние не только на музыку, но и на сам факт возникновения новой волны хеви-метал. Дело в том, что явление панк-рока и его успех показали, что музыка не является занятием какой-то избранной касты, а доступна каждому, чем не преминули воспользоваться поклонники тяжёлой музыки.
В 1977—1978 годах в Великобритании тяжёлая музыка начала возрождаться и пробивать себе путь на большую сцену. Собственно, на тот момент в Британии уже существовали по крайней мере, две известные группы, стиль которых уже напоминал стиль новой волны британского хеви-метал: Budgie и Judas Priest. Музыку этих групп можно считать предтечей новой волны. В это же самое время повсеместно в Британии молодые люди начали создавать свои коллективы, ориентирующиеся на исполнение тяжёлой музыки. Большинство из них были локальными и так и остались в неизвестности; некоторые со временем стали мировыми знаменитостями. Будущие известные представители британского тяжёлого рока с трудом, на своём энтузиазме и за счёт собственных средств, выступая в небольших клубах, пробивали себе дорогу. Засилье панка было весьма значительным: в 1977 году молодым Iron Maiden уже предлагался контракт, но с тем условием, что музыканты постригут свои длинные волосы и изменят имидж, чтобы выглядеть «по-панковски», на что Стив Харрис, идейный лидер коллектива, ответил отказом.

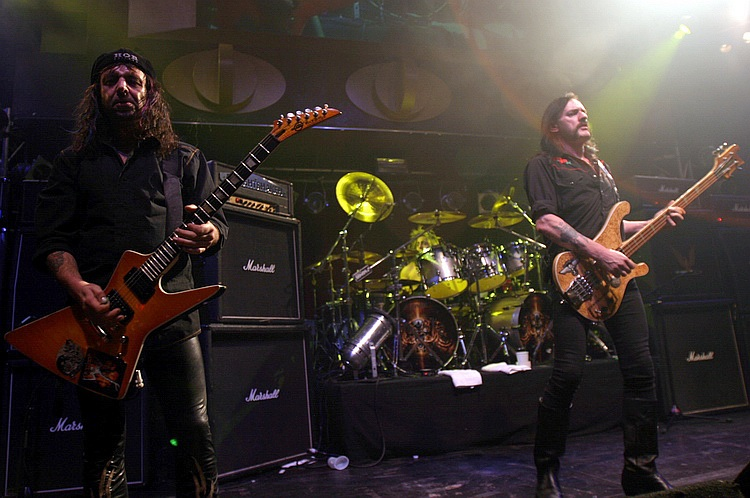
Motörhead

Теми или иными путями к 1979 году такие группы как Iron Maiden, Saxon, Diamond Head начали обретать небольшую, но устойчивую популярность. Средоточием новой волны металла в Британии стал клуб The Soundhouse на северо-западе Лондона, который предоставлял возможность выступления молодым командам. Популярность тяжёлой музыки росла, и в конце концов звукозаписывающие компании уже не могли её игнорировать.
Расцвет новой волны британского хеви-метал пришёлся на 1980—1982 годы. Наряду с вышеназванными группами в Британии обрели популярность и выпускали альбомы такие группы, как Def Leppard, Tygers of Pan Tang, Blitzkrieg, Girlschool, Samson, Raven.
В 1982—1983 годах пик популярности постепенно начал сходить на нет. Собственно, стиль ведущих представителей стиля изменений в первой половине 1980-х годов не претерпевал; проходила популярность самого культурного явления. Кроме того, с одной стороны начали зарождаться новые, более тяжёлые стили, такие как трэш-метал, который привлёк к себе немало поклонников, жаждущих большей тяжести и скорости, с другой стороны, многие группы, наоборот, начали ориентироваться на американский рынок, соответственно, смягчив звук и тексты. По мнению авторов журнала «Tpaxxx», выпускавшегося в начале 1990-х годов в России, точку в эре хеви-метал новой волны поставил альбом Judas Priest 1984 года Defenders of the Faith. Альбом авторами оценивался следующим образом: «Ещё никогда не было так, что целый жанр уходил со сцены с гордо поднятой головой». Эту оценку можно считать достаточно взвешенной: к середине 1980-х годов центр тяжёлой сцены переместился из Британии в Лос-Анджелес и пришли новые герои: Van Halen, Mötley Crüe и позднее Guns N' Roses. Соответственно, и практически все, даже самые яркие, представители британской новой волны во второй половине 1980-х были вынуждены смягчать звук, в том числе, используя синтезаторы. Примерами тому являются альбомы Somewhere in Time Iron Maiden, Turbo Judas Priest, Hysteria Def Leppard и многие другие. Даже вернувшиеся «динозавры» тяжёлой сцены не избежали этого: альбомы Deep Purple и Black Sabbath второй половины 1980-х годов заметно «легче» и коммерциализованней.

## Особенности стиля
Новая волна британского хеви-метала — это в большей степени явление, нежели стиль. Тем не менее, можно говорить и об определённых стилистических особенностях музыки, текстов и имиджа представителей этого явления.
Корни стиля следует искать в хард-роке конца 1960-х — начала 1970-х годов, который уже взял на вооружение плотный насыщенный звук ритм-секции в виде сочетающихся между собой барабанов и бас-гитары, построение песни вокруг гитарного риффа, звучащего как правило, с использованием жёстких гитарных эффектов (овердрайв, дисторшн и т. п.) и эмоционального высокого голоса певца. Примерно тогда же окончательно закрепился и типичный состав группы, в виде вокалиста, гитариста, бас-гитариста, клавишника и барабанщика. Собственно стиль групп британской Новой волны представлял собой с одной стороны, упрощенный качественно хард-рок, но с усилением количественных характеристик в виде более скоростного, тяжёлого и жёсткого исполнения. Такая музыка включала в себя в частности ещё более экзальтированную манеру пения с зачастую намеренным искажением голоса, активное использование гитарных эффектов, расширившуюся барабанную установку, и как следствие усилившуюся ритм-секцию.

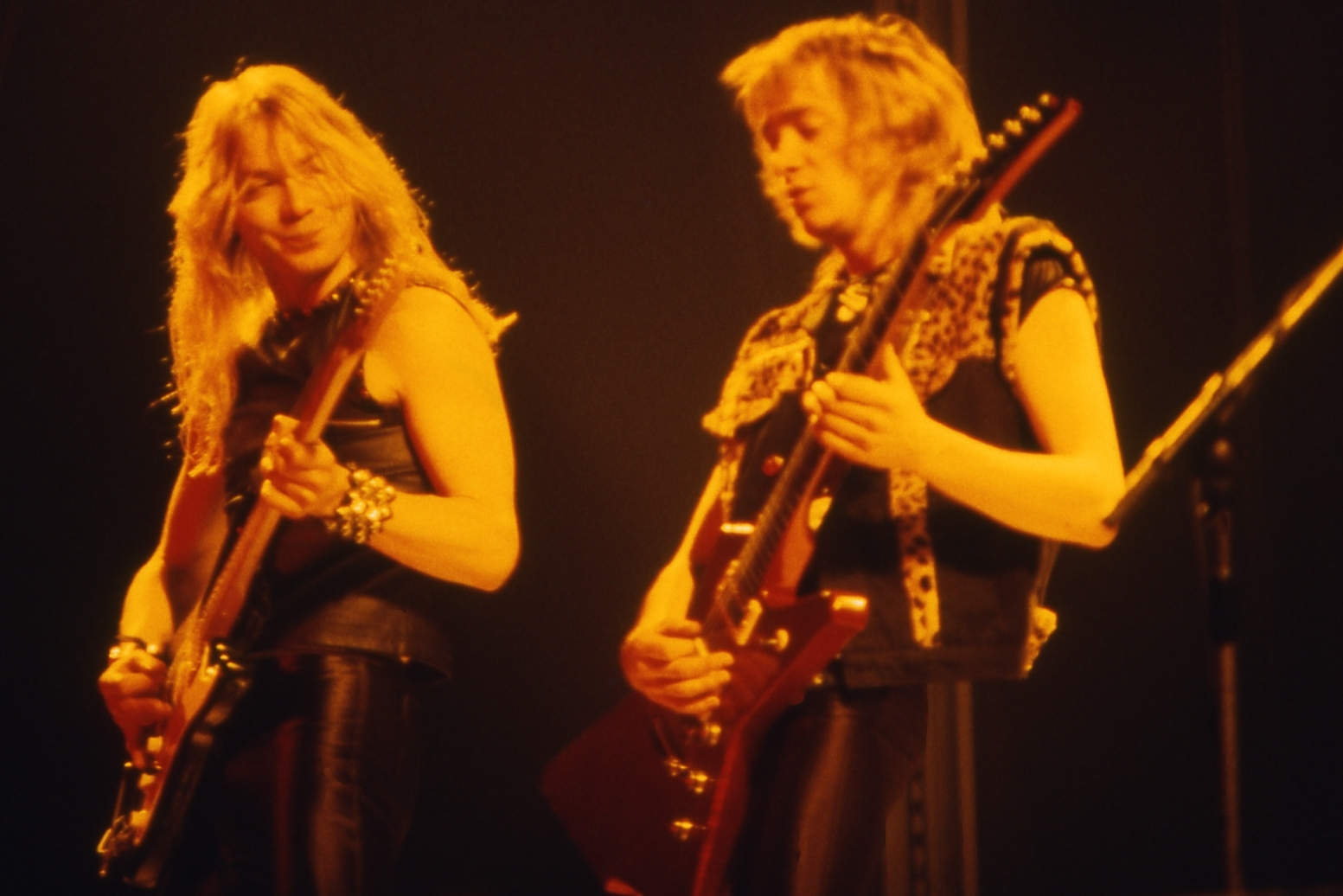
Гитарный дуэт в Iron Maiden. 1982 год

Количественные изменения в музыке не могли не повлиять на качественные изменения. Во-первых, исполнители отказались от гармонической схемы блюза, которая в основном использовалась в хард-роке, в пользу западноевропейской тональности. Соответственно, пропали такие черты блюза как свинг, заменённый жёстким ритмом, и на нет была сведена импровизация, характерная для хард-рока. Для большей жёсткости звука музыканты отказались от использования клавишных инструментов, в подавляющем большинстве случаев заменив клавишные ритм-гитарой, что позволило создать ещё одну визитную карточку стиля — дуэт гитар. Несмотря на отсутствие клавишных, в сравнении с хард-роком музыка претерпела изменения в сторону большей полифоничности (зачастую, граничащей с помпезностью), и если ранее, как правило, солирующий инструмент звучал заметно ярче, чем аккомпанирующие (корни чего лежат в джазе), то в хеви-метал новой волны инструменты и голос чаще стали неотделимы, исключая практически всегда присутствующее в композициях гитарное соло. Что касается соло, то импровизация и чувственность хард-рока были принесены в жертву виртуозности и скорости. Бас-гитара с одной стороны, стала играть более заметную роль в поддержании ритма, с другой стороны — о басовых соло и виртуозных вкраплениях баса пришлось на время практически забыть, за редкими исключениями (Стив Харрис, Джоуи Де Майо). То же самое произошло и с барабанами — говорить о том, что барабанщик действовал исключительно ради ритма не приходится, но манера игры музыкантов заметно поменялась, например начали использоваться сдвоенные бочки. В целом, можно сказать, что хеви-метал новой волны представлял собой новый виток метала, развившийся под влиянием примитивизма панк-рока. Безусловно, что на становление стиля повлияли и прогрессивная музыка, в рамках которой предпринимались попытки соединения классической музыки и классической гармонии с блюзовыми и джазовыми стандартам, и поп-музыка (диско), которая оказала влияние на ритмичность, незамысловатость музыкальных фраз, в сравнении с хард-роком
Тематика песен, сообразно нередко пафосной музыке, также изменилась: больше внимания уделялось культу силы и агрессии, героике, истории в духе фэнтэзи, мифологическим мотивам. Конечно же, осталась и типичная для всех времён любовная, а также «рок-н-ролльная» тематика.
Соответственно изменились и обложки конвертов пластинок: хоррор, маскоты, нередко вызывающие ужас, мифологические существа (драконы, ведьмы), обнажённые женские тела, оружие, технократические мотивы, средневековые воины. Как никогда ранее, особое внимание уделялось шрифту, которым написано название группы, и которое одновременно являлось и её торговой маркой.
Имидж групп включал в себя однозначно длинные волосы за редкими исключениями, в основном среди вокалистов, кожаную одежду, металлические цепи, кольца, даже шкуры животных. Было уделено немалое внимание оформлению концертов и антуражу — в них задействовалось наряду с мощной аппаратурой, большое количество ярких декораций, светотехники, пиротехники, подъёмных приспособлений. Соответствующие манеры поведения на сцене были также выработаны — у разных групп разные, сообразно текстам и мелодике.

## Лучшие работы представителей NWOBHM
Лучшими работами в рамках новой волны британского хеви-метала, по версии журналиста Джеффа Бартона, автора термина, являются:
- Iron Maiden — Iron Maiden (1980)
- Venom — Welcome to Hell (1981)
- Saxon — Saxon (1979)
- Samson — Survivors (1979)
- Diamond Head — Lightning to the Nations (1980)
- Witchfynde — Give 'Em Hell (1980)
- Tygers of Pan Tang — Wild Cat (1980)
- Girl — Sheer Greed (1980)
- Raven — Rock Until You Drop (1981)